# Open de Xuzhou de snooker 2015
L'Open de Xuzhou 2015 est un tournoi de snooker classé mineur, qui s'est déroulé du 20 au 24 janvier 2015 à l'Olympic Center de Xuzhou en Chine. 

## Déroulement
Il s'agit de la huitième épreuve du championnat européen des joueurs, une série de tournois disputés en Europe (6 épreuves) et en Asie (3 épreuves), lors desquels les joueurs doivent accumuler des points afin de se qualifier pour la grande finale à Bangkok.
L'événement compte un total de 118 participants dans le tableau final (10 joueurs ont obtenu une exemption de premier tour). Le vainqueur remporte une prime de 10 000 £.
Le tournoi est remporté par Joe Perry qui a battu Thepchaiya Un-Nooh en finale 4 manches à 1. Il a félicité son adversaire thailandais Un-Nooh, qui disputait sa première finale professionnelle, lui prédisant de nombreuses finales dans l'avenir. Perry termine ainsi en tête de l'ordre du mérite asiatique.

## Dotation
La répartition des prix est la suivante :
- Vainqueur : 10 000 £
- Finaliste : 5 000 £
- Demi-finaliste : 2 500 £
- Quart de finaliste : 1 500 £
- 8èmes de finale : 1 000 £
- 16èmes de finale : 600 £
- Deuxième tour : 200 £
- Dotation totale : 50 000 £

## Phases finales
|  | Quarts de finale au meilleur des 7 manches | Quarts de finale au meilleur des 7 manches | Quarts de finale au meilleur des 7 manches |                    |                    | Demi-finales au meilleur des 7 manches | Demi-finales au meilleur des 7 manches | Demi-finales au meilleur des 7 manches |  |  | Finale au meilleur des 7 manches | Finale au meilleur des 7 manches | Finale au meilleur des 7 manches |
|  |                                            |                                            |                                            |                    |                    |                                        |                                        |                                        |  |  |                                  |                                  |                                  |
|  |                                            | Alfie Burden                               | 2                                          |                    |                    |                                        |                                        |                                        |  |  |                                  |                                  |                                  |
|  |                                            | Tom Ford                                   | 4                                          |                    |                    |                                        |                                        |                                        |  |  |                                  |                                  |                                  |
|  |                                            | Tom Ford                                   | 4                                          |                    | Tom Ford           | 3                                      |                                        |                                        |  |  |                                  |                                  |                                  |
|  |                                            |                                            |                                            |                    | Tom Ford           | 3                                      |                                        |                                        |  |  |                                  |                                  |                                  |
|  |                                            |                                            | Joe Perry                                  | 4                  |                    |                                        |                                        |                                        |  |  |                                  |                                  |                                  |
|  |                                            | Joe Perry                                  | Joe Perry                                  | 4                  | 4                  |                                        |                                        |                                        |  |  |                                  |                                  |                                  |
|  |                                            | Joe Perry                                  |                                            |                    | 4                  |                                        |                                        |                                        |  |  |                                  |                                  |                                  |
|  |                                            | Rouzi Maimaiti                             | 1                                          |                    |                    |                                        |                                        |                                        |  |  |                                  |                                  |                                  |
|  |                                            |                                            |                                            |                    |                    |                                        |                                        |                                        |  |  |                                  | Joe Perry                        | 4                                |
|  |                                            |                                            |                                            | Thepchaiya Un-Nooh | 1                  |                                        |                                        |                                        |  |  |                                  |                                  |                                  |
|  |                                            | Thepchaiya Un-Nooh                         | 4                                          |                    |                    |                                        |                                        |                                        |  |  |                                  |                                  |                                  |
|  |                                            | Zhou Yuelong                               | 2                                          |                    |                    |                                        |                                        |                                        |  |  |                                  |                                  |                                  |
|  |                                            | Zhou Yuelong                               | 2                                          |                    | Thepchaiya Un-Nooh | 4                                      |                                        |                                        |  |  |                                  |                                  |                                  |
|  |                                            |                                            |                                            |                    | Thepchaiya Un-Nooh | 4                                      |                                        |                                        |  |  |                                  |                                  |                                  |
|  |                                            |                                            | Mark Williams                              | 1                  |                    |                                        |                                        |                                        |  |  |                                  |                                  |                                  |
|  |                                            | Mark Williams                              | Mark Williams                              | 1                  | 4                  |                                        |                                        |                                        |  |  |                                  |                                  |                                  |
|  |                                            | Mark Williams                              |                                            |                    | 4                  |                                        |                                        |                                        |  |  |                                  |                                  |                                  |
|  |                                            | Zhang Yong                                 | 0                                          |                    |                    |                                        |                                        |                                        |  |  |                                  |                                  |                                  |

## Finale
| Finale au meilleur des 7 manches Arbitre : ??? |                          |                              |
| Joe Perry Angleterre                           | 4 - 1 ( - )              | Thepchaiya Un-Nooh Thaïlande |
| 0 93                                           | Centuries Meilleur break | 0 60                         |
| Joe Perry remporte l'Open de Xuzhou 2015       |                          |                              |